# Шестисотячейник
| Шестисотячейник                                                                      | Шестисотячейник                  |
| ------------------------------------------------------------------------------------ | -------------------------------- |
| Диаграмма Шлегеля: проекция (перспектива) шестисотячейника в трёхмерное пространство |                                  |
| Тип                                                                                  | Правильный четырёхмерный политоп |
| Символ Шлефли                                                                        | {3,3,5}                          |
| Ячеек                                                                                | 600                              |
| Граней                                                                               | 1200                             |
| Рёбер                                                                                | 720                              |
| Вершин                                                                               | 120                              |
| Вершинная фигура                                                                     | Икосаэдр                         |
| Двойственный политоп                                                                 | Стодвадцатиячейник               |

Проекция вращающегося шестисотячейника в трёхмерное пространство

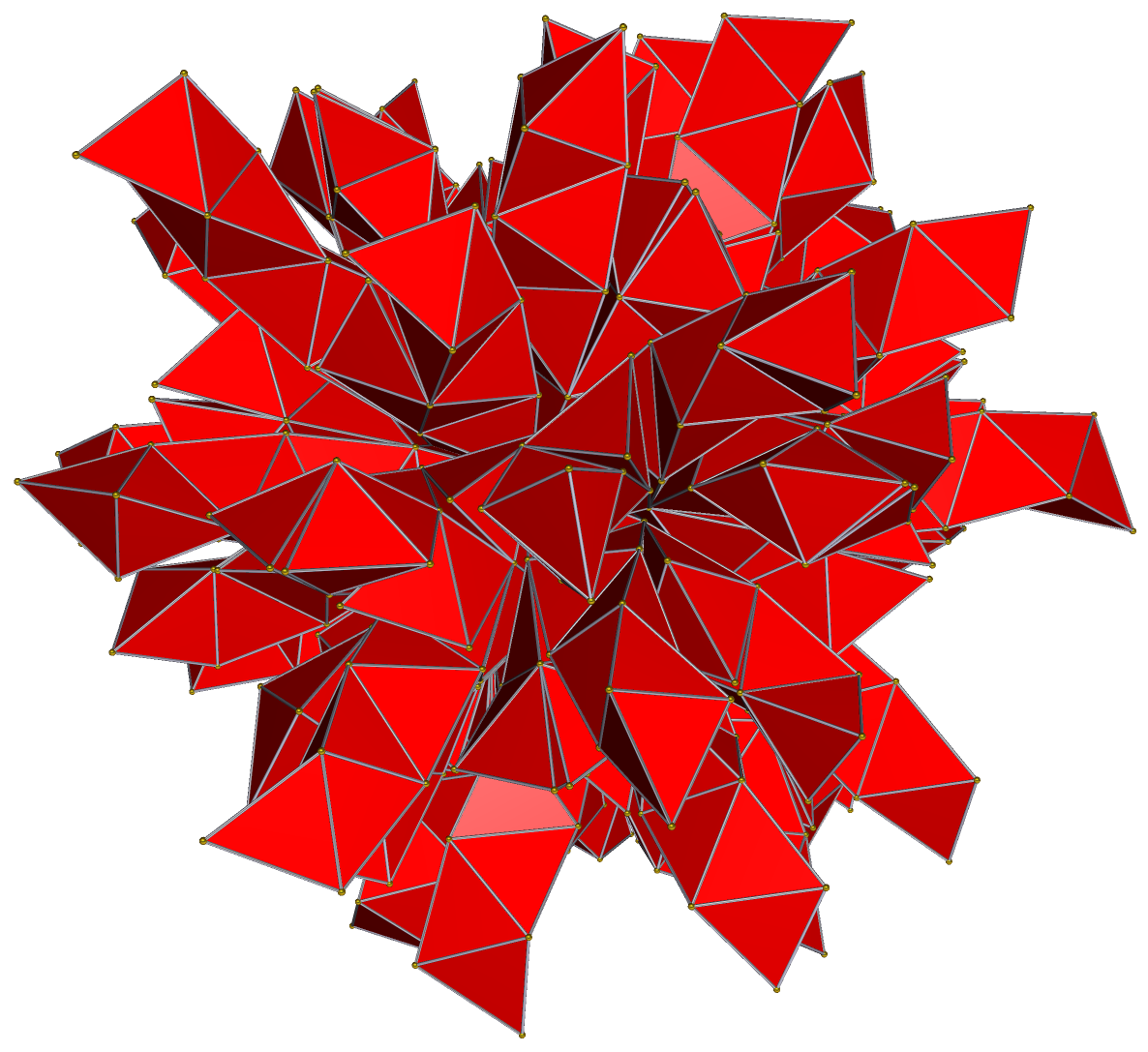
Развёртка

Пра́вильный шестисотяче́йник, или просто шестисотяче́йник, или гекзакосихор (от др.-греч.  ἑξἀκόσιοι — «шестьсот» и χώρος — «место, пространство»), — один из шести правильных многоячейников в четырёхмерном пространстве. Двойственен стодвадцатиячейнику.
Открыт Людвигом Шлефли в середине 1850-х годов. Символ Шлефли шестисотячейника — {3,3,5}.

## Описание
Ограничен 600 трёхмерными ячейками — одинаковыми правильными тетраэдрами. Угол между двумя смежными ячейками равен {\displaystyle \arccos \left(-{\frac {1+3{\sqrt {5}}}{8}}\right)\approx 164{,}48^{\circ }.}
Его 1200 двумерных граней — одинаковые правильные треугольники. Каждая грань разделяет 2 примыкающие к ней ячейки.
Имеет 720 рёбер равной длины. На каждом ребре сходятся по 5 граней и по 5 ячеек.
Имеет 120 вершин. В каждой вершине сходятся по 12 рёбер, по 30 граней и по 20 ячеек.

## В координатах
Шестисотячейник можно разместить в декартовой системе координат так, чтобы:
- 8 из его вершин имели координаты {\displaystyle (\pm 2;0;0;0),} {\displaystyle (0;\pm 2;0;0),} {\displaystyle (0;0;\pm 2;0),} {\displaystyle (0;0;0;\pm 2)} (эти вершины расположены так же, как вершины шестнадцатиячейника);

- ещё 16 вершин — координаты {\displaystyle (\pm 1;\pm 1;\pm 1;\pm 1)} (они расположены так же, как вершины тессеракта; кроме того, вместе с 8 предыдущими они дают вершины двадцатичетырёхячейника);

- координаты остальных 96 вершин были всевозможными чётными перестановками чисел {\displaystyle (\pm \Phi ;\pm 1;\pm \Phi ^{-1};0),} где {\displaystyle \Phi ={\frac {1+{\sqrt {5}}}{2}}} — отношение золотого сечения (эти вершины расположены так же, как вершины курносого двадцатичетырёхъячейника).

Начало координат {\displaystyle (0;0;0;0)} будет центром симметрии многоячейника, а также центром его вписанной, описанной и полувписанных трёхмерных гиперсфер.

## Метрические характеристики
Если шестисотячейник имеет ребро длины {\displaystyle a,} то его четырёхмерный гиперобъём и трёхмерная гиперплощадь поверхности выражаются соответственно как
{\displaystyle V_{4}={\frac {25}{4}}\left(2+{\sqrt {5}}\right)a^{4}\approx 26{,}4754249a^{4},}
{\displaystyle S_{3}=50{\sqrt {2}}a^{3}\approx 70{,}7106781a^{3}.}
Радиус описанной трёхмерной гиперсферы (проходящей через все вершины многоячейника) при этом будет равен
{\displaystyle R=\Phi a={\frac {1}{2}}\left(1+{\sqrt {5}}\right)a\approx 1{,}6180340a,}
радиус внешней полувписанной гиперсферы (касающейся всех рёбер в их серединах) —
{\displaystyle \rho _{1}={\frac {1}{2}}{\sqrt {5+2{\sqrt {5}}}}\;a\approx 1{,}5388418a,}
радиус внутренней полувписанной гиперсферы (касающейся всех граней в их центрах) —
{\displaystyle \rho _{2}={\frac {1}{6}}\left({\sqrt {15}}+3{\sqrt {3}}\right)a\approx 1{,}5115226a,}
радиус вписанной гиперсферы (касающейся всех ячеек в их центрах) —
{\displaystyle r={\frac {1}{4}}\left({\sqrt {10}}+2{\sqrt {2}}\right)a\approx 1{,}4976762a.}